# Rex Tillerson
Rex Tillerson, né le 23 mars 1952 à Wichita Falls (Texas), est un homme d'affaires et homme politique américain. Président de la société pétrolière ExxonMobil de 2006 à 2016, il est secrétaire d'État des États-Unis de 2017 à 2018 durant la présidence de Donald Trump. Il est membre du Parti républicain.

## Biographie

### Jeunesse et vie privée
Né à Wichita Falls, Rex Wayne Tillerson entre chez les Scouts auprès desquels il obtient le grade le plus élevé, le Eagle Scout. Il est diplômé du secondaire à Huntsville au Texas. Il suit les cours de l'université du Texas à Austin où il obtient un baccalauréat universitaire en sciences en génie civil en 1975. Pendant ses années universitaires, il fait partie de différents clubs et fraternités. En 2006, il reçoit un diplôme d'ingénieur émérite de l'université du Texas. Entre 2010 et 2012, il occupe le poste de président national des Boy Scouts d'Amérique. Il reste par la suite membre du conseil exécutif national des Boys Scouts of America et pousse le groupe à s'ouvrir aux jeunes homosexuels,.
Tillerson est marié à Renda St. Clair avec qui il a quatre enfants. Il vit à Irving, au Texas.

### Carrière professionnelle
Tillerson rejoint la société Exxon en 1975 en tant qu'ingénieur. Il occupe divers postes de management chez Exxon au niveau national et international. En 1995, il devient président d'Exxon Yémen et d'Esso Exploration and Production Khorat Inc.. En 1998, il devient vice-président d'Exxon Ventures (CEI) et président d'Exxon Neftegas Limited qui a la responsabilité de gérer les participations d'Exxon en Russie et en mer Caspienne. En 1999, avec la fusion d'Exxon et de Mobil, il est nommé vice-président exécutif d'ExxonMobil Development Company. En 2004, il devient président et directeur d'ExxonMobil et le 1er janvier 2006, il est désigné PDG, à la suite de la retraite de Lee Raymond, l'ancien CEO. Il est membre du comité exécutif The Business Council (en). Il fait également partie du Center for Strategic and International Studies et de l'American Petroleum Institute et du lobby conservateur Business Roundtable.
Tillerson qualifie Bill McKibben de « pourvoyeur de peur », tandis que McKibben se qualifie lui-même de « dénonciateur professionnel de ce qui foire ». Tillerson plaide pour des solutions basées sur l'ingénierie pour les effets du réchauffement climatique,,.
Il possède une fortune estimée à 151 millions de dollars en 2016.
En novembre 2017, alors qu'il est secrétaire d'État en fonction, il est cité dans les fuites des Paradise Papers.

### Secrétaire d’État

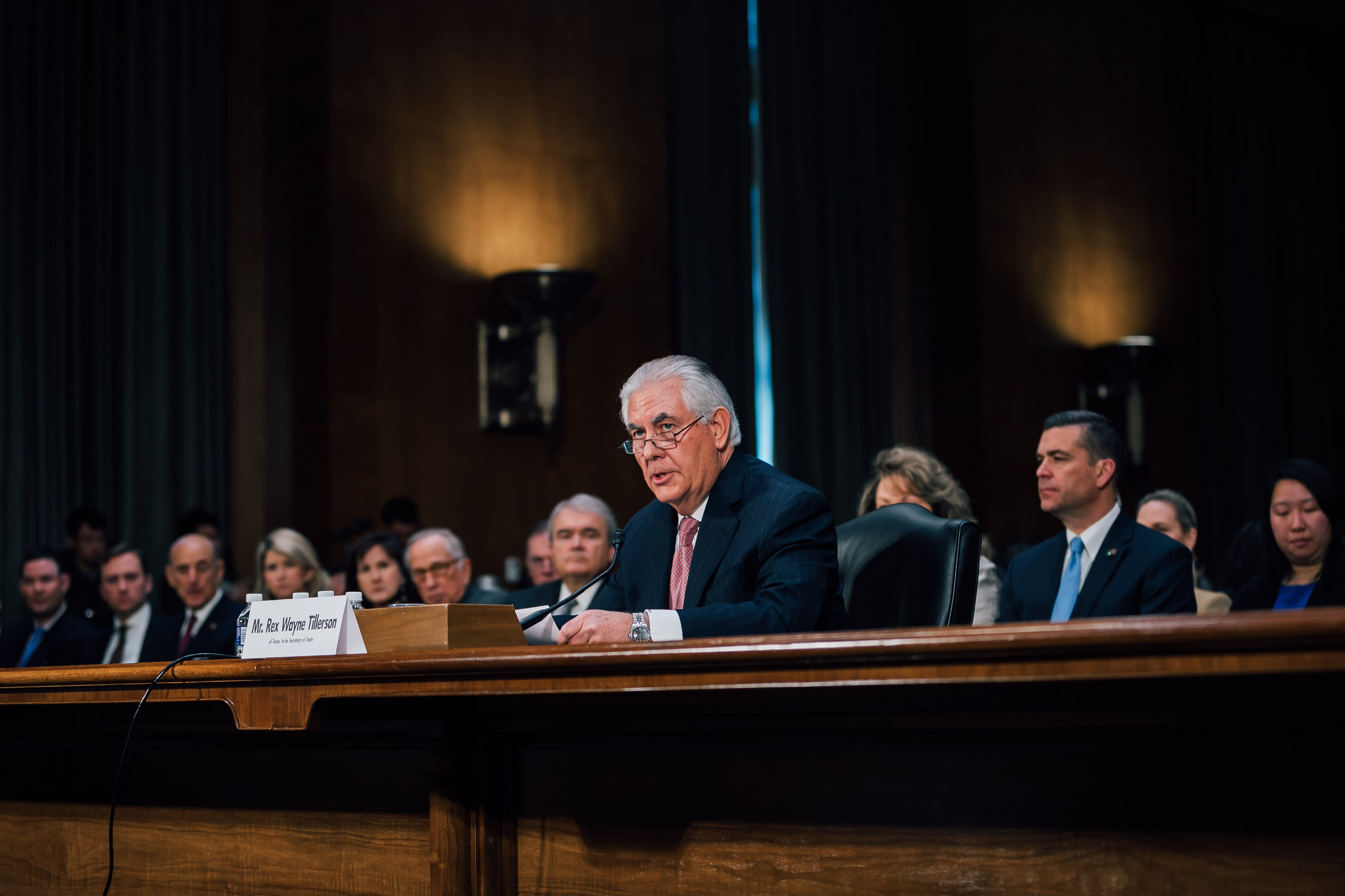
Audition de confirmation de Tillerson au Sénat.

Le 12 décembre 2016, des membres de l'équipe de transition du président élu Donald Trump annoncent le choix de Tillerson pour le poste de secrétaire d'État,. Trump affirme à son propos : « il est bien plus qu'un chef d'entreprise : c'est un joueur de classe mondiale ». Il est confirmé par le Sénat le 1er février 2017 par 56 voix contre 43, soit la plus faible majorité de confirmation d'un secrétaire d'État des États-Unis, et entre en fonction dès lors,.
Ce choix est critiqué par des personnalités politiques pour les liens du dirigeant d'Exxon avec la Russie. Il est en effet décoré de l'ordre de l'Amitié par le gouvernement russe et s'est opposé aux sanctions économiques contre la Russie, la société Exxon souhaitant alors massivement investir dans les ressources pétrolières du pays. Il aurait également dirigé pendant huit ans une entreprise pétrolière russo-américaine basée aux Bahamas.
Il fait face à de sévères critiques au sujet de sa gestion du département d'État. Des fonctionnaires et diplomates expérimentés préfèrent démissionner et les nominations aux nouveaux postes se font attendre, ce qui fait craindre à des observateurs qu'il en résulte une perte d'influence significative des États-Unis sur le plan international. Plusieurs personnes ayant travaillé au département d'État pour les administrations précédentes expliquent que Rex Tillerson risque d'entrer dans l'histoire comme l'un des pires secrétaires d'État qu'ont connu les États-Unis. La base de son ministère lui tient rigueur de son engagement à réduire le budget du département d'État de 31 % et son personnel de 2 000 employés.

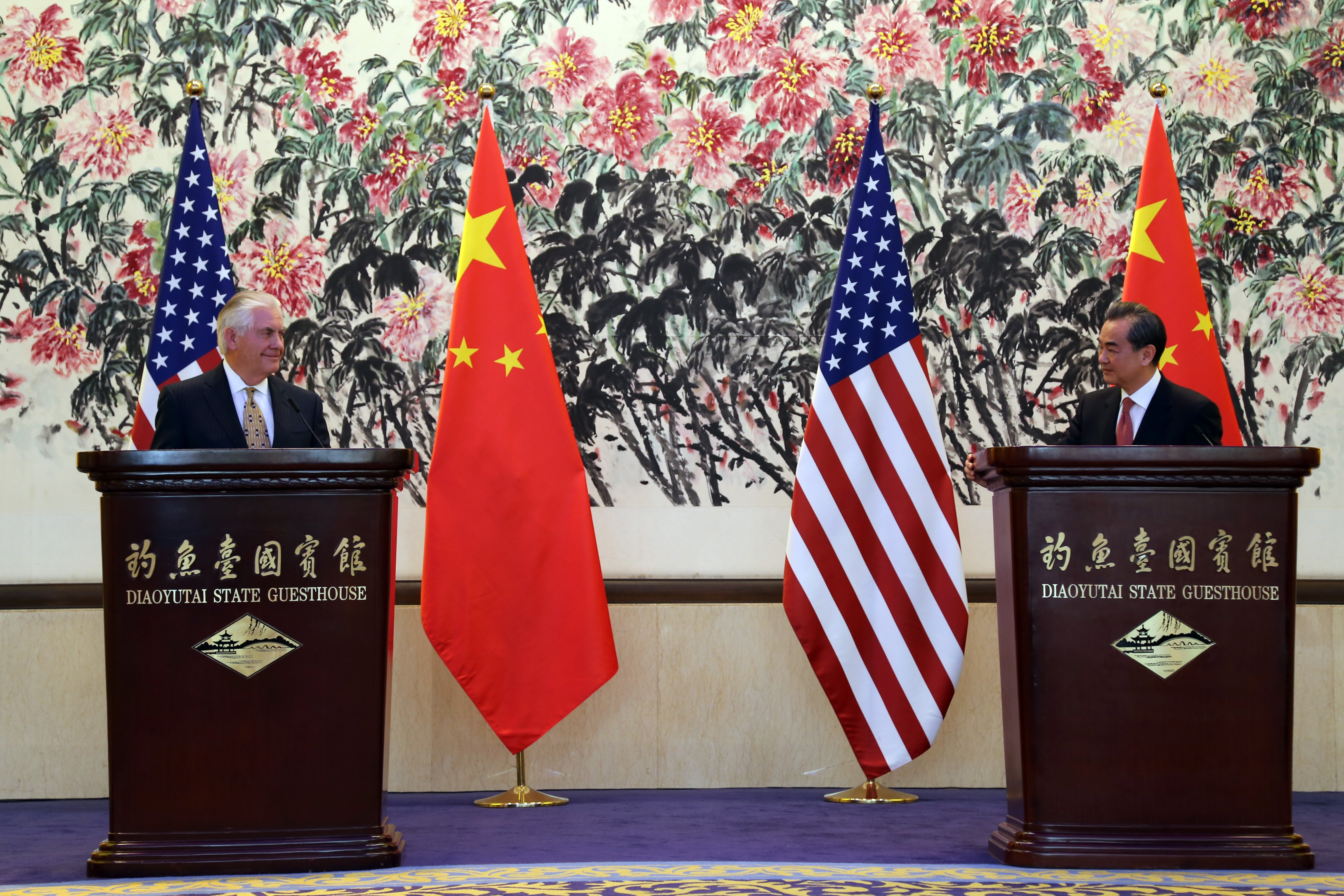
Tillerson avec Wang Yi, en Chine.

Ses prises de positions sur plusieurs questions de politique étrangère sont contredites, parfois publiquement, par le président Trump. Il est notamment désavoué au sujet de ses efforts diplomatiques vis-à-vis de la Corée du Nord et pour sa tentative de médiation entre l'Arabie saoudite et le Qatar. Comme Donald Trump, il est défavorable au maintien des États-Unis dans l'accord de Paris sur le climat ou à la poursuite de l'accord sur le nucléaire iranien. Il se désolidarise par ailleurs des commentaires du président sur la manifestation « Unite the Right » à Charlottesville. Les médias américains se font l'écho de leurs commentaires peu amènes l'un envers l'autre en privé,. En décembre 2017, les médias font à nouveau état de son possible départ du département d'État, ce qu'il dément, tout comme Donald Trump.
Le 13 mars 2018, Rex Tillerson est démis de ses fonctions de secrétaire d'État ; il est remplacé par Mike Pompeo, alors directeur de la CIA. Pour le journaliste Georges Malbrunot, ce double mouvement révèle un durcissement de la politique américaine à l'égard de l'Iran et du Qatar face à l'Arabie saoudite et aux Émirats arabes unis. En décembre 2018, Rex Tillerson confirme ses mauvaises relations avec Donald Trump : « J'ai eu du mal, venant de l'entreprise ExxonMobil, disciplinée et très axée sur le suivi des procédures, à travailler pour un homme qui est plutôt indiscipliné, qui n'aime pas lire, qui ne lit pas les rapports, qui n'aime pas aller dans le détail dans de nombreux domaines ». Le président Trump conserve de mauvais rapports avec Rex Tillerson, voyant notamment en lui « un homme bête comme ses pieds » (...) totalement mal préparé et pas assez intelligent pour être secrétaire d’État ».

## Liens offshore (avec d'autres proches de Donald Trump)
Rex Tillerson fait partie des conseillers, donateurs et membres du cabinet de Donald Trump, repéré par l'International Consortium of Investigative Journalists (ICIJ) comme hommes d'affaires proches alliés de Trump à Wall Street, et comme bénéficiant des réseaux de paradis fiscaux. Les autres conseillers et/ou donateurs auxquels Donald Trump est également redevable, et qu'il a souvent appelé voire nommé près de lui durant son mandat de président, et étant dans ce cas sont Stephen Schwarzman, Wilbur Ross, les frères Koch, Paul E. Singer, Sheldon G. Adelson, Steve Wynn, Thomas J. Barrack Jr., Gary Cohn, Robert Mercer, Carl Icahn, Geoffrey Harrison Palmer, Randal Quarles. Très opposé à la taxation des riches, Schwarzman a comparé le plan de l’administration Obama visant à augmenter les taxes dues par les dirigeants de Hedge funds à l‘« invasion de la Pologne par Hitler » (s’excusant ensuite de cette analogie qu'il a reconnue inappropriée).